# Bubo
Bubo Duméril, 1806 è un genere di uccelli della famiglia degli Strigidi, conosciuti in America come gufi cornuti ed in Eurasia come gufi reali (date le loro grandi dimensioni).

## Tassonomia
Il genere comprende le seguenti specie:
- Bubo africanus (Temminck, 1821) - gufo africano
- Bubo ascalaphus Savigny, 1809 - gufo reale del deserto
- Bubo bengalensis (Franklin, 1831) - gufo reale indiano
- Bubo blakistoni Seebohm, 1884 - gufo pescatore di Blakiston
- Bubo bubo (Linnaeus, 1758) - gufo reale
- Bubo capensis A.Smith, 1834 - gufo reale del Capo
- Bubo cinerascens Guérin-Méneville, 1843 - gufo reale cenerino
- Bubo coromandus (Latham, 1790) - gufo reale bruno
- Bubo lacteus (Temminck, 1820) - gufo latteo
- Bubo leucostictus Hartlaub, 1855 - gufo reale di Akun
- Bubo magellanicus (Lesson, 1828) - gufo di Magellano
- Bubo nipalensis Hodgson, 1836 - gufo reale delle foreste
- Bubo philippensis Kaup, 1851 - gufo reale delle Filippine
- Bubo poensis Fraser, 1854 - gufo reale di Fraser
- Bubo scandiacus (Linnaeus, 1758) - gufo delle nevi
- Bubo shelleyi (Sharpe & Ussher, 1872) - gufo reale di Shelley
- Bubo sumatranus (Raffles, 1822) - gufo reale della Malesia
- Bubo virginianus (J.F.Gmelin, 1788) - gufo della Virginia
- Bubo vosseleri Reichenow, 1908 - gufo reale di Usambara

### Specie fossili
- Bubo florianae (Miocene, scoperto a Csákvár, Ungheria)
- Bubo binagadensis (Pleistocene, scoperto a Binagady, Azerbaigian)

## Galleria d'immagini

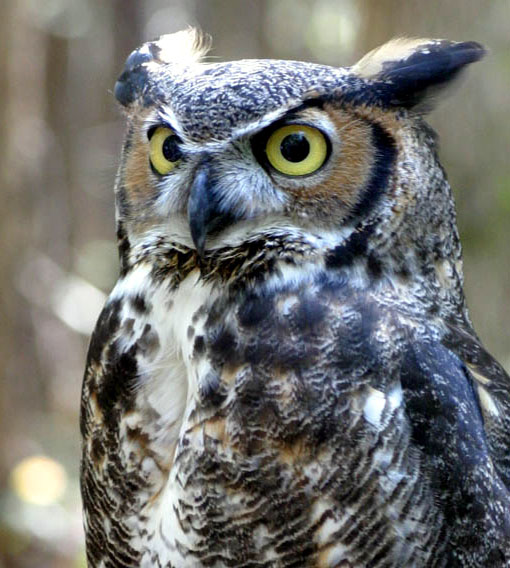
Gufo della Virginia
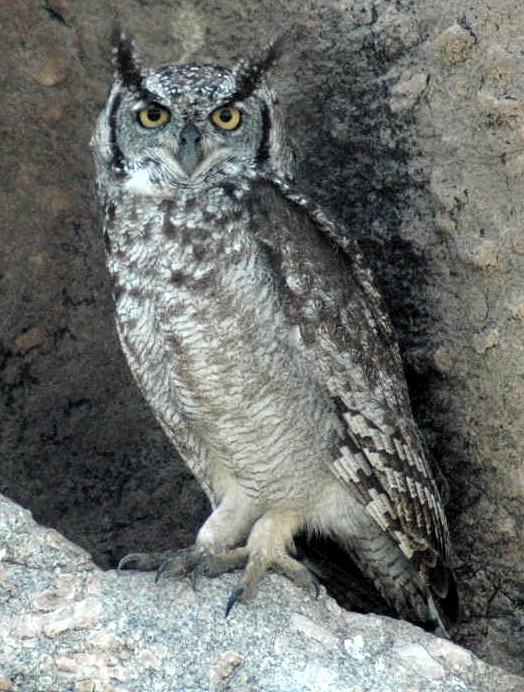
Gufo africano
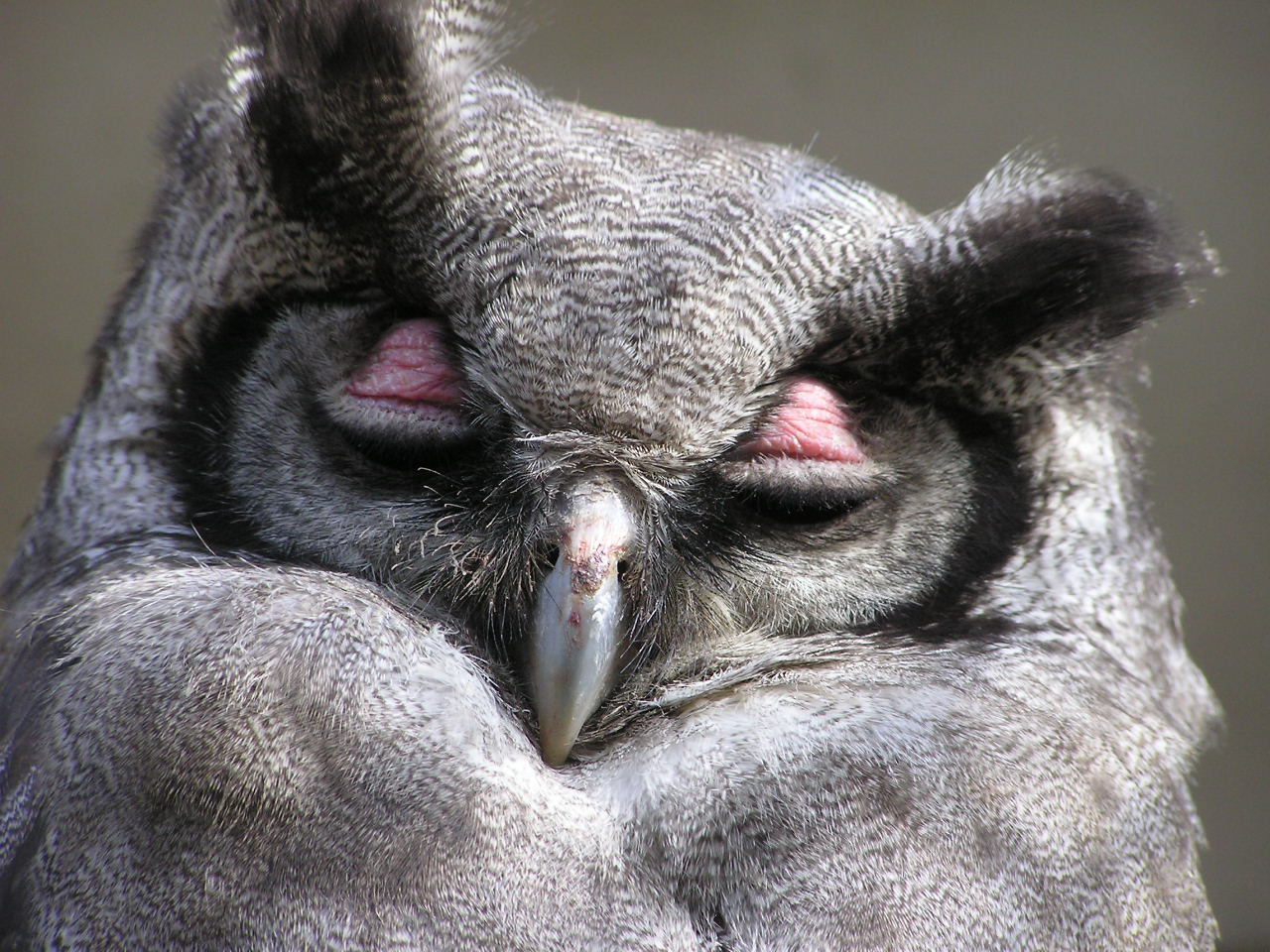
Gufo latteo
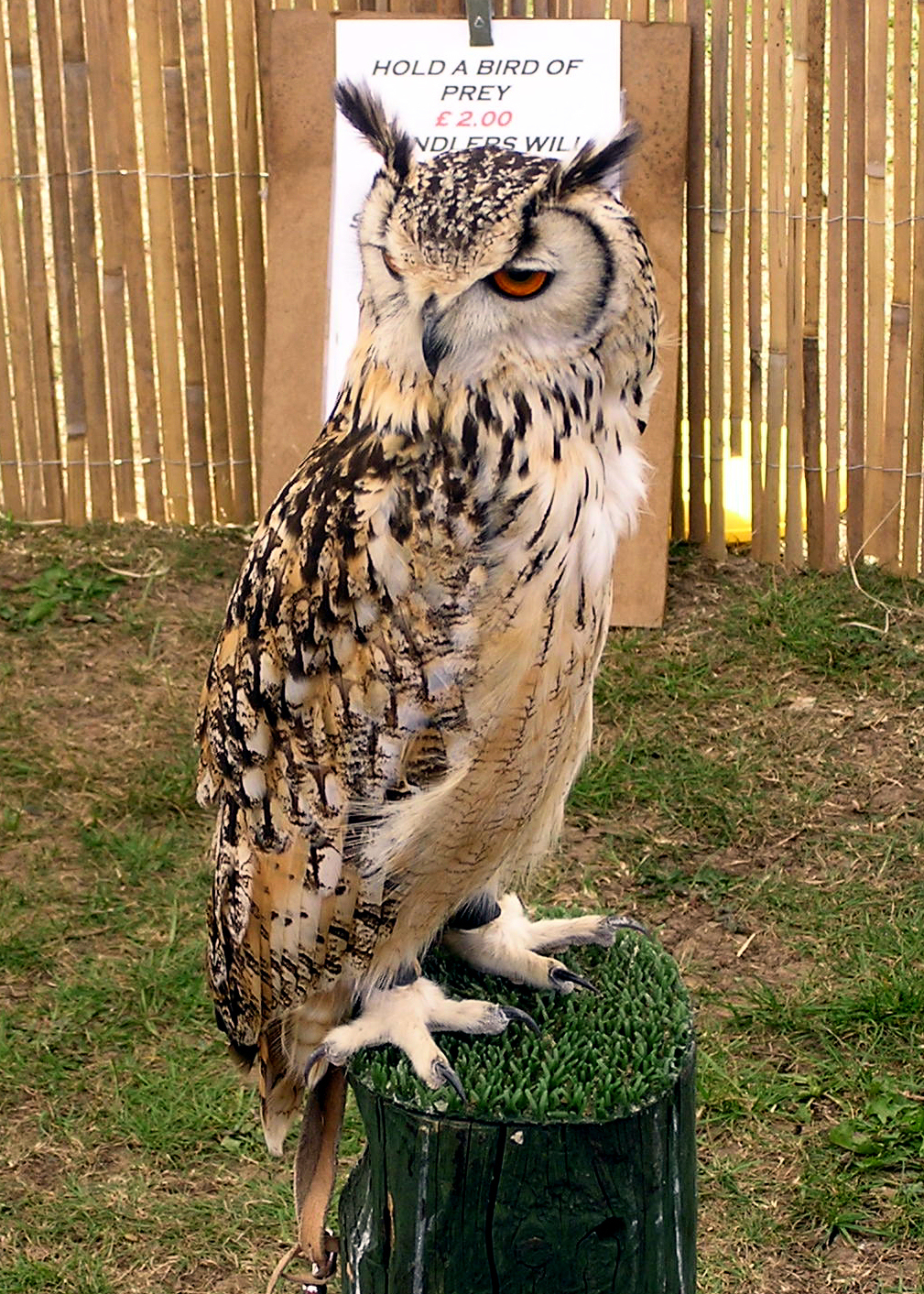
Gufo reale indiano